# Fuldatalbrücke Bergshausen
Die Fuldatalbrücke Bergshausen ist eine große, siebenfeldrige Talbrücke der Bundesautobahn 44, die südlich der Stadt Kassel bei Bergshausen, einem Ortsteil Fuldabrücks, das Fuldatal überspannt. Das Bauwerk befindet sich zwischen dem Autobahnkreuz Kassel-West und dem Autobahndreieck Kassel-Süd. Neben der Fulda führen unter ihr die Landesstraße 3124 vom Fuldabrücker Ortsteil Dennhausen nach Kassel sowie der Fulda-Radweg entlang. Die vorhandene Stahlfachwerkkonstruktion ist heute bei Autobahnbrücken nur noch selten anzutreffen. Die Brücke mit oben angeordneter Fahrbahn liegt maximal 55 m über dem Talgrund und ist im Grundriss gerade.

## Geschichte

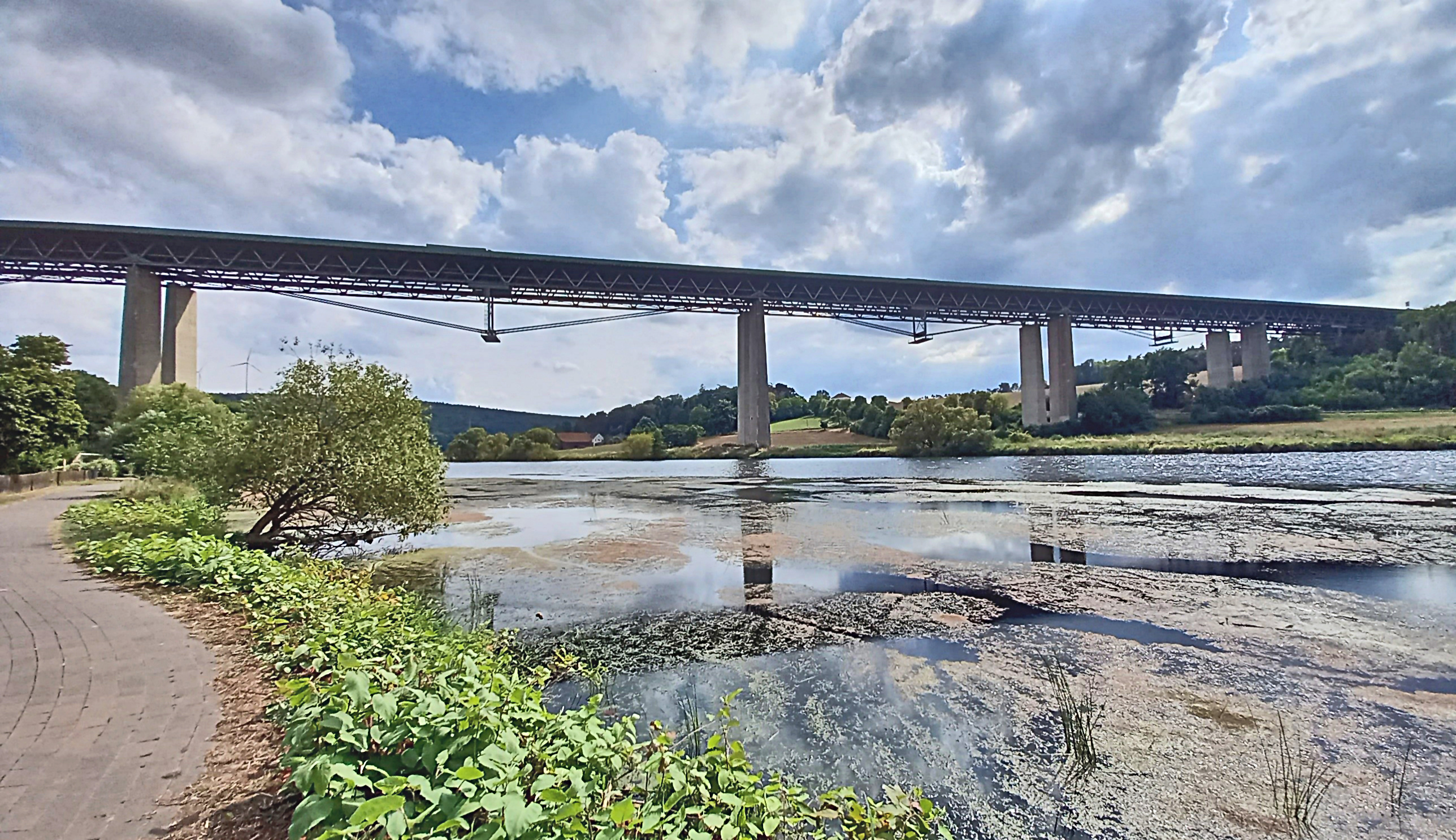
Ende der 2010 Jahre ertüchtigte Überbauten

Schon im Jahre 1934 wurde das Südkreuz Kassel geplant, um die Stadt Kassel in Richtung Osten über Eisenach mit Dresden und in Richtung Westen mit Dortmund zu verbinden. 1941 begannen noch die Arbeiten für die Gründung der Brücke, kriegsbedingt wurden diese aber bald eingestellt. Zwischen den Jahren 1959 und 1962 erfolgte der Weiterbau. Es wurde ein Überbau des Bauwerks mit einem Fahrstreifen je Richtungsfahrbahn durch eine Arbeitsgemeinschaft von Aug. Klönne (heute Thyssen Engineering GmbH), Philipp Holzmann und Teerbau GmbH (heute Eurovia) errichtet. Neun Jahre später 1971 folgte mit dem Ausbau auf zwei Richtungsfahrstreifen der zweite Überbau. Die Baukosten betrugen 20,3 Millionen Mark. 
Von 2006 bis 2008 wurde eine Instandsetzung des Bauwerks für ungefähr 8,5 Millionen Euro durchgeführt, um die größten Schäden zu beseitigen. Ende 2008 wurde der vollständige Abriss und Neubau beschlossen, da weitere abzusehende Reparaturen nicht mehr wirtschaftlich wären. Trotzdem folgte  in den Jahren 2018 und 2019 eine weitere Bauwerksertüchtigung, um die Überbauten bis ins Jahr 2028 weiter nutzen zu können. Der nördliche, ältere Überbau wurde mit polygonal verlaufenden Seilen zusätzlich unterspannt, der südliche wurde mit Blechvorlagen, Nietaustausch und Nachschweißen verstärkt. Der Ersatzneubau soll etwa 700 Meter weiter südlich vom jetzigen Standort errichtet werden. Bis dahin wird auf dem Bestandsbauwerk ein Tempolimit gelten.

## Überbau
Die beiden stählernen Fachwerküberbauten haben in Längsrichtung den Durchlaufträger als Bauwerkssystem. Die zwei Hauptträger eines Überbaus sind als Strebenfachwerk mit einem Knotenabstand von 8,4 m ausgebildet. Die Systemhöhe beträgt 6,0 m bei einem Trägerabstand von 6,1 m. Die Gesamtstützweite der siebenfeldrigen Brücke ist 699,68 m, bei Einzelstützweiten von 79,20 m − 91,20 m − 107,84 m − 143,20 m − 107,84 m − 91,20 m − 79,2 m. Die orthotrope Fahrbahnplatte, die erste in Deutschland bei einer Fachwerkbrücke, ist beim südlichen Überbau aufgrund des Standstreifens 13,64 m breit, beim nördlichen ohne Standstreifen 12,5 m. Die Platte wird durch senkrecht zur Längsrichtung angeordnete Querträger in Abständen von 2,8 m gestützt. Die Brücke ist in Längsrichtung unverschieblich auf dem Flusspfeiler am östlichen Fuldaufer gelagert.

## Gründung und Unterbau
Aufgrund unterschiedlicher Baugrundverhältnisse sind die drei westlichen Pfeilergruppen und das zugehörige Widerlager mit Rammpfählen tiefgegründet, während die östlichen Unterbauten eine Flachgründung aufweisen.
Die Pfeiler sind aus Stahlbeton und haben einen rechteckigen zweizelligen Hohlquerschnitt. Die Wandstärke beträgt 40 cm bei einer konstanten Pfeilerbreite von 8,0 m in Querrichtung. In Brückenlängsrichtung hat die Pfeilerbreite einen Anzug von 1:42 und beträgt am Pfeilerkopf 2,0 m und am Pfeilerfuß zwischen 2,63 m und 4,3 m.